# Тюрин, Вячеслав Владимирович
Вячесла́в Влади́мирович Тю́рин (род. 16 мая 1967, Новосибирск) — российский композитор, продюсер, музыкант, клипмейкер, режиссёр, фотограф. Создатель компаний Reflexmusic и VIVITIMUSIC. Ведущий авторской программы «VIVITI-подкаст».
Автор песен Ирины Нельсон и группы REFLEX, группы «Лицей», Наталии Гулькиной, Шуры, Ирины Салтыковой, Саши Project, Славы, Кристины Орбакайте, Анны Семенович, Elvira T, Алёны Свиридовой, групп NONSTOP, «Электроверсия».

## Биография

### «Электроверсия»
В 1989 году в Новосибирске образовал группу «Электроверсия», клавишником которой был Павел Есенин, в будущем композитор и продюсер группы Hi-Fi. В это же время Тюрин познакомился с солисткой джазового биг-бэнда Ириной Терёшиной (ныне известная под псевдонимом Ирина Нельсон) и начал с ней сотрудничать.

### «Диана»
В 1992 году переехал в Москву, где стал продюсером передачи «Автограф по субботам» на Первом канале, а также работал в программе «До 16 и старше».
В 1993 создал проект «Диана», позиционируя Ирину как сольную исполнительницу. Псевдоним музыканты выбрали в дань уважения к певице Дайане Росс. За годы существования проекта были выпущены шесть пластинок, альбом ремиксов и сборник «The Best of Diana».
В 1999 году Вячеслав Тюрин закрыл проект, обосновав это потерей интереса к его дальнейшему развитию, связанного с тесными рамками эстрадного жанра.

### «Reflex»
В 1999 году создал группу REFLEX.
В 2002 году Тюриным была образована рекорд-компания Reflexmusic, целью создания которой стало продвижение танцевальной музыки в России.
В 2003 году, работая над клипом группы на песню «Non-Stop», сотрудничал с игроками сборной России по футболу — Сергеем Овчинниковым и Дмитрием Булыкиным, пригласив их принять участие в съёмках видео.
В августе 2003 года Тюрин представил REFLEX на международном музыкальном фестивале Pop Komm, проходившем в городе Кёльне. Пол Ван Дайк передал компании Reflexmusic права на выпуск своего альбома «Reflections» в России. Также Тюрин сотрудничал с лейблом Ministry Of Sound и работал с такими музыкантами как DJ Bobo, The Bhangra Knights project, System in Blue, Dj Freza, Dj Voodoo.
Весной 2004 года подписал контракт с немецкой компанией Babelspark и компанией Sony Music о выпуске нового сингла REFLEX — «I Can’t Live Without You». Диск поступил в продажу в музыкальные магазины Германии, Австрии и Швейцарии, добрался до 11 места в чарте видеоклипов телеканала VIVA и до 4 места в чартах продаж Германии.
В 2006 году был награждён орденом «За профессионализм и деловую репутацию» III степени.
За годы продюсирования группы был удостоен таких наград, как: «Овация», две премии «Стопудовый хит», два титула «Бомба года», три премии «Золотой граммофон», «Премия имени Попова в области радиовещания», как наиболее часто ротируемая группа на радиостанциях России, две премии «ZD Awards» в номинации «Лучший танцевальный проект» и др..

### Ирина Нельсон/Irene Nelson
В январе 2007 Вячеслав Тюрин возглавил в Дубае музыкальную студию VipStudio Dubai, куда был приглашён департаментом по культуре Арабских Эмиратов для производства музыки и создания саундтреков. Параллельно продюсировал немецкую поп-группу «Systems in Blue» (ex. «Blue System»).
После окончания контракта в Дубае занялся продвижением Ирины Нельсон в качестве сольной певицы на международном музыкальном рынке, а группа «Reflex» продолжила своё существование без неё. Для записи нового материала он выбрал студию «Air» в Лондоне, принадлежащую продюсеру The Beatles Джоржу Мартину.
В 2009 Тюрин переехал в Лос-Анджелес и создал рекорд-лейбл NTMG. Работал совместно c американским продюсером и композитором Гэри Миллером, с компаниями Universal Music Group и Bungalo music.
В июне того же года Ирина Нельсон выпустила сингл Sunrise, занявший 35-е место в главном музыкальном чарте мира Billboard — Dance Club Songs — и продержавшийся шесть недель в этом популярном хит-параде.
В 2011 году в основанной Тюриным студии в Малибу (Калифорния) вместе с Гэри Миллером написал музыку к фильму Веры Сторожевой — «Мой парень — ангел», который вышел в российский прокат в декабре того же года.
Подписав дистрибьюторский договор с компанией Universal и договор с PR-компанией LCO, после мирового релиза дебютного альбома Ирины Нельсон — Sun Generation, вернулся в Москву.

### Ирина Нельсон и группа REFLEX
В 2012 году воссоединил прежний состав группы REFLEX, вернув Нельсон в коллектив в качестве основной солистки, не отрывая её от сольной карьеры.
Летом 2013 вместе с Викторией Деменьтевой написал официальный гимн чемпионата мира по лёгкой атлетике, который исполнили Ирина Нельсон, Денис Клявер, Юлия Михальчик и Дмитрий Колдун.
Сотрудничал с Гэри Миллером и Butown Entertainment в производстве саундтреков к кинофильмам. За это время были выпущены саундтреки к мультфильму «От винта», к телесериалам «Развод» (реж. Денис Евстигнеев, «Первый канал») и «Шерлок Холмс» (реж. Андрей Кавун, телеканал «Россия-1»).
Весной 2014 года компания Тюрина Reflexmusic начала работать с музыкальной компанией The Orchard Enterprises — дочерней компанией Sony Music Entertainment, которая занимается дистрибьютерством. Эта компания впервые заключила контракт непосредственно с продюсером, поскольку оценила качество представленного им каталога песен. Стал одним из активных сторонников узаконивания авторского контента и поддержал т. н. «глобальные лицензии».

### VIVITI
В 2017 году Вячеслав Тюрин основал проект VIVITI. Под этим именем он выпустил поп-синглы My Sunny, My Funny, «Девочка Play», «Где-то», «Завтра не наступит никогда». Тюрин исполнил треки собственным голосом. В Дубае в мае 2020 года он основал одноимённую международную музыкальную рекорд-компанию — VIVITI. Накануне 2023 года Тюрин выпустил первую часть своего альбома REFLEX Gold Piano Jazz, Vol. 1. Пластинка включает 8 инструментальных золотых хитов группы REFLEX, записанных в стиле пиано-джаз. В марте 2025 года вышла вторая часть джазового альбома. Музыкальный критик Алексей Мажаев высоко оценил обе пластинки. В 2024 году вышли два релакс-альбома Relaxed Soul. В том же году вышли 4 его мантры: Moon Mantra, Kubera Mantra, Om Namo Bhagavate и Mahamrityundjaya Mantra.

### Режиссура
Клипмейкер, оператор и режиссёр многих видеоклипов своих проектов.

| Номер | Название видеоклипа      | Исполнитель            | Роль Вячеслава в создании видео |
| ----- | ------------------------ | ---------------------- | ------------------------------- |
| 1     | Встречай новый день      | REFLEX                 | Режиссёр                        |
| 2     | Сколько лет, сколько зим | REFLEX                 | Режиссёр                        |
| 3     | Сойти с ума              | REFLEX                 | Режиссёр, оператор              |
| 4     | Non Stop                 | REFLEX                 | Автор сценария                  |
| 5     | Я тебя всегда буду ждать | REFLEX                 | Автор сценария                  |
| 6     | Мне трудно говорить      | REFLEX                 | Автор сценария                  |
| 7     | Падали звёзды            | REFLEX                 | Режиссёр, оператор              |
| 8     | Жёсткое диско            | REFLEX                 | Автор сценария                  |
| 9     | Половинка                | REFLEX                 | Режиссёр, оператор              |
| 10    | Научи любить             | REFLEX                 | Режиссёр                        |
| 11    | Тёплое солнце            | Ирина Нельсон          | Режиссёр, оператор              |
| 12    | Я буду небом твоим       | Ирина Нельсон и REFLEX | Режиссёр, оператор              |
| 13    | Если небо не за нас      | Ирина Нельсон и REFLEX | Режиссёр, оператор              |
| 14    | Художник                 | Ирина Нельсон и REFLEX | Режиссёр                        |
| 15    | Взрослые девочки         | Ирина Нельсон и REFLEX | Режиссёр                        |
| 16    | Всё, что хотела          | Ирина Нельсон и REFLEX | Режиссёр                        |
| 17    | Говори со мной           | Ирина Нельсон и REFLEX | Режиссёр                        |
| 18    | Ты не узнаешь…           | Ирина Нельсон и REFLEX | Режиссёр                        |
| 19    | После тебя               | Ирина Нельсон и REFLEX | Режиссёр                        |
| 20    | Бросай оружие            | Ирина Нельсон и REFLEX | Режиссёр                        |
| 21    | В московском небе        | Ирина Нельсон и REFLEX | Режиссёр                        |
| 22    | Зима                     | Ирина Нельсон и REFLEX | Режиссёр                        |
| 23    | Встречай новый день 2019 | Ирина Нельсон и REFLEX | Режиссёр                        |
| 24    | Давай танцуй             | Ирина Нельсон и REFLEX | Режиссёр                        |

## Общественная деятельность
В 2014 году при участии Тюрина в России открылся iTunes. Инициативная группа, в которую входил Вячеслав, написала письмо Стиву Джобсу. По этому поводу он встречался с послом США в России и Германом Грефом.

## Награды
- 2002 — диплом лауреата телефестиваля «Песня года»
- 2003 — диплом лауреата телефестиваля «Песня года»
- 2004 — диплом лауреата телефестиваля «Песня года»
- 2005 (14 декабря) — медаль ордена «За профессионализм и деловую репутацию» III степени — за высокий профессионализм и большой личный вклад в развитие новых, прогрессивных направлений отечественной популярной музыки
- 2006 — диплом лауреата песенного фестиваля «Новые песни о главном» (2006) — автору музыки песни «Жёсткое диско»
- 2006 (27 октября) — диплом Совета предпринимателей при Мэре и Правительстве Москвы

## Творчество
Электроверсия:
- 1989 — Птицы из мая (Дебютный студийный альбом группы Электроверсия)
- 1989 — Городские окна (Второй студийный альбом группы Электроверсия)

- 1990 — Принцесса (Третий студийный альбом группы Электроверсия)

- 1991 — Дождь (Четвертый студийный альбом группы Электроверсия)
- 1992 — Вечер с Дианой (Пятый студийный альбом группы Электроверсия)

Диана:
- 1992 — Я хочу любить тебя
- 1992 — Королева

- 1993 — Джонни
- 1993 — Я хочу любить! (Дебютый студийный альбом Дианы)

- 1994 — Белая песня
- 1994 — Я вернусь! (Второй студийный альбом Дианы)

- 1996 — Не говори

- 1996 — Грешная любовь
- 1996 — Я тебя провожаю
- 1996 — Не говори... (Третий студийный альбом Дианы)

- 1997 — Гори, гори, ясно!
- 1997 — Гори, гори, ясно! (Четвертый студийный альбом Дианы)

- 1998 — Скатертью дорога!
- 1998 — Не целуй её
- 1998 — Скатертью дорога! (Пятый студийный альбом Дианы)
- 1998 — Не целуй её (Dance Remix) (Сборник ремиксов песен Дианы)
- 1998 — Уеду с тобой

- 1999 — Не жалей о том
- 1999 — альбом «Радио любви» (в 2017 году состоялся релиз ремастированной версии неизданного альбома) [Шестой студийный альбом Дианы]

ТТ:
- 1999 — Потерянный рай

REFLEX:
- 1999 — Дальний свет (Состав: И. Нельсон)
- 1999 — Distant Light (Англоязычная версия песни «Дальний свет»)
- 2000 — Встречай новый день
- 2001 — Встречай новый день (Дебютный студийный альбом группы REFLEX)
- 2001 — Сойти с ума
- 2001 — Сойти с ума (переиздание «Встречай новый день»)
- 2002 — Первый раз
- 2002 — Первый раз (акустическая версия)
- 2002 — Я тебя всегда буду ждать
- 2002 — Я тебя всегда буду ждать (Remix)
- 2002 — Я тебя всегда буду ждать (Второй студийный альбом группы REFLEX)
- 2003 — Это любовь!!! (Третий студийный альбом группы REFLEX)
- 2003 — Мне трудно говорить
- 2003 — I Can’t Live Without You
- 2003 — Падали звезды
- 2003 — Может быть, показалось
- 2003 — Это Новый год
- 2003 — Non-Stop
- 2003 — Non-Stop (English Version)
- 2003 — Non Stop (Четвертый студийный альбом группы REFLEX)
- 2004 — Люблю
- 2004 — I Lose My Mind (Англоязычная версия песни «Сойти с ума»)
- 2005 — сборник «Лирика „Люблю“…»
- 2005 — Танцы
- 2005 — Я разбила небо
- 2005 — Жесткое диско
- 2005 — Научи любить
- 2005 — Половинка
- 2005 — Пульс (Пятый студийный альбом группы REFLEX)
- 2006 — Гарем (Шестой студийный альбом группы REFLEX)
- 2008 — Шанель
- 2008 — альбом «Blondes 126» (Седьмой студийный альбом группы REFLEX)
- 2009 — Просто любить
- 2009 — Девочка-ветер
- 2009 — Мой любимый город
- 2010 — Се ля ви (feat. Ирина Нельсон)
- 2010 — Белая метелица
- 2011 — Адреналин
- 2012 — Я буду небом твоим
- 2012 — Потому что не было тебя (Version 2012)
- 2012 — Если небо не за нас (Version 2012)
- 2012 — Первый раз (Version 2012)
- 2012 — Мне трудно говорить (Version 2012)
- 2013 — Ангел (feat. Elvira T)
- 2013 — Ангел
- 2013 — Лето на окна
- 2014 — Воспоминания о будущем
- 2014 — Прикосновения
- 2014 — альбом «Воспоминания о будущем» (Восьмой студийный альбом группы REFLEX)
- 2015 — Художник
- 2015 — Взрослые девочки
- 2015 — Взрослые девочки (Девятый студийный альбом группы REFLEX)
- 2016 — Говори со мной
- 2016 — Солнце
- 2016 — Взрослые девочки Deluxe (Делюкс-версия девятого студийного альбома группы REFLEX)
- 2017 — С Новым годом!
- 2017 — Не дай ему уйти
- 2018 — Зима (Version 2018)
- 2019 — Встречай новый день (Version 2019)
- 2019 — альбом «Гарем 2»
- 2019 — Давай, танцуй
- 2019 — Дым и танцы
- 2019 — Only You (Cover Savage)
- 2020 — Сеть
- 2020 — Ноябрь
- 2020 — Танцы (feat. Bittuev) [Version 2020]
- 2021 — Танцы (feat. Юлия Годунова) [Version 2021]
- 2021 — Новая модель (Cover t.A.T.u.)
- 2022 — Потерянный рай (feat. Баюн & Богдан)
- 2022 — Первый раз (feat. Nechaev) [Version 2022)
- 2022 — Там, где живет любовь
- 2023 — Аватар

Ирина Нельсон:
- 2009 — Рассвет
- 2009 — Sunrise
- 2011 — Sun Generation (Англоязычный сольный студийный альбом Ирины Нельсон)
- 2012 — Теплое солнце
- 2012 — Теплое солнце (Русскоязычная версия студийного альбома Sun Generation)
- 2014 — Я за тебя молюсь (feat. Денис Клявер)

S17:
- 2003 — Я буду с тобой (Дебютный и единственный студийный альбом группы S17)

Non-Stop:
- 2006 — Я на все согласна
- 2006 — Под запретом
- 2006 — Электронная любовь
- 2007 — Где заблудилась любовь

Вячеслав Тюрин:
- 2015 — Звезда упала

VIVITI:
- 2017 — My Sunny Ny Funny
- 2017 — Девочка Play
- 2018 — Где-то
- 2021 — Завтра не наступит никогда

Алина Тюрина:
- 2021 — Океанами стали

## Сотрудничество
Мона Лиза:
- 1997 — Дождь

Светлана Рерих:
- 1998 — Люби меня

Стрелки:
- 1999 — Танцуем на облаках (feat.

Диана)
Карамель:
- 1999 — Испугай беду
- 1999 — Где ты раньше был

Шура:
- 2000 — А просто осень пришла

Игорь Буцков:
- 2000 — Девочка моя

Лицей:
- 2002 — Ты станешь взрослой
- 2003 — Как ты о нем мечтала

Мальта:
- 2002 — Без тебя

Света:
- 2003 — Вернись, моя любовь!
- 2004 — Где найти любовь?
- 2009 — Амиго (Вячеслав Тюрин Remix)

J-J-Power:
- 2003 — С тобой
- 2003 — Глупостей не делай

Саша Project:
- 2003 — Очень нужен ты (Дебютный студийный альбом Саши Project)

Алена Апина:
- 2003 — Здравствуй, малыш

Ирина Салтыкова:
- 2004 — Бегу за тобой
- 2007 — До тебя

Екатерина Гусева:
- 2004 — Навсегда

Алиса Мон:
- 2004 — Обещаю (Аранжировка)

Алёна Свиридова:
- 2005 — Всё потому что ты

Наталия Гулькина:
- 2005 — Я не могу без тебя

Слава:
- 2007 — В небо

Наталья Грозовская:
- 2015 — Мой дорогой

Alisher:
- 2016 — Романтик

Talitha (Алиса Салтыкова):
- 2016 — Criminal

Burito:
- 2020 — Потерянный рай (Tribute Вячеслава Тюрина)

Жгучие & Total/Cherkunova:
- 2021 — По улицам Питера

KALASOVA:
- 2022 — Навсегда

Sofi Am:
- 2022 — Была
- 2022 — Забери меня
- 2022 — 4am
- 2023 — Не звони

Анна Семенович:
- 2023 — В космос